# Adam Ernst van Haren
Adam Ernst van Haren (Leeuwarden, 25 oktober 1683 – aldaar, 12 mei 1717) was een Nederlandse grietman.

## Leven en werk
Adam Ernst was lid van de familie Van Haren en een zoon van Willem van Haren (1655-1728) en Froukje van Burmania (1660-1702), een dochter van grietman van Wymbritseradeel Duco Martena van Burmania. In 1709 trouwde hij met Amalia Henriëtte Wilhelmina du Tour (†1731) met wie hij drie kinderen kreeg, waaronder Willem en Onno Zwier.
Op 25 februari 1698 werd Van Haren grietman van het Bildt, doordat zijn oom Willem van Haren afstand deed van deze functie.
In 1708 was hij lid van de Gedeputeerde Staten van de provincie Friesland.